# Александр Сибиряков (корабль)
«Александр Сибиряков» (с 1909 по 1916 год — «Беллавенчур») — ледокольный пароход. Впервые преодолел Северный морской путь за одну навигацию (1932). 
Следуя с Диксона, 25 августа 1942 года у острова Белуха погиб в неравном бою с немецким тяжёлым крейсером «Адмирал Шеер».

## История корабля
Заложен 23 ноября 1908 года на верфи «Гендерсон и К°» по заказу британской компании «Беллавенчур Стимшип» (англ. Bellaventure Steamship Co Ltd), стоимость постройки оценивается в 166 тысяч рублей. Спущен на воду в 1909 году под названием «Беллавенчур» (англ. Bellaventure).
Базировался в порту Сент-Джонс, Ньюфаундленд. Использовался для промысла тюленей. Рекордным в охотничьей биографии судна стал 1910 год, когда было добыто 35 816 тюленей. Общее количество добытых на пароходе «Беллавенчур» тюленей составляет 112 135 туш.
С 1913 по 1915 год работал по подрядам правительства Доминиона Ньюфаундленд при строительстве портовых терминалов.
В 1914 году «Беллавенчур» участвовал в эвакуации тел погибших от холода моряков судна «Newfoundland». 4 апреля 1914 года прибыл в Сент-Джонс, неся на палубе 69 тел.
В 1915 году «Беллавенчур» вместе с однотипным зверобойным ледокольным пароходом «Бонавенчур» («Владимир Русанов») куплен у компании «Эй Джей Харви» (англ. A. J. Harvey and Co.) Министерством торговли и промышленности Российской империи для зимних рейсов в Белом море.
В 1916 году переименован в «Александр Сибиряков», в честь исследователя Сибири А. М. Сибирякова.
В Первую мировую войну работал в Белом море на перевозке прибывавших из стран-союзников военных грузов. После войны использовался ежегодно для весеннего зверобойного промысла в горле Белого моря и в навигацию, как грузовое и снабженческое судно.

### Знаменитый рейс
28 июля 1932 года «Александр Сибиряков» под командованием капитана В. И. Воронина, начальника экспедиции академика О. Ю. Шмидта и его заместителя В. Ю. Визе вышел из Архангельска и, впервые в истории обогнув с севера архипелаг Северная Земля, в августе достиг Чукотского моря, где в сложной ледовой обстановке потерял часть гребного вала с винтом. Оставшись без хода, начал дрейфовать, но с помощью самодельных парусов к 1 октября команде удалось вывести судно на чистую воду в северной части Берингова пролива, откуда его отбуксировали в Петропавловск-Камчатский.
Это было первое в истории сквозное плавание по Северному морскому пути из Белого моря в Берингово за одну навигацию. В том же году «Александр Сибиряков» был награждён орденом Трудового Красного Знамени. Летом 1933 года В. И. Воронин и О. Ю. Шмидт повторили попытку, возглавив новую экспедицию на более крупном судне — пароходе «Челюскин».
В экспедиции, в должности библиотекаря, участвовал молодой художник Фёдор Решетников, выпускавший в рейсе стенгазету, и оставивший много рисунков, позже погибших при пожаре. Через год он участвовал и в рейсе «Челюскина».

### 1932—1942 годы
В одном из рейсов под командованием капитана М. Маркова поздней осенью 1936 года из-за тяжёлой ледовой обстановки и близкого следования к берегу судно потерпело аварию у восточного берега Новой Земли в Карском море и было выброшено на подводную скалу. В результате аварии образовалась огромная пробоина в машинном отделении, была разрушена паровая машина. Снять судно со скалы удалось только в навигацию 1937 года с помощью специальных плавучих понтонов большой подъёмной силы. Спасательная операция была проведена ЭПРОНом под руководством Ф. И. Крылова. Ледокольный пароход был отбуксирован в Архангельск, на завод «Красная кузница». При этом средняя надстройка судна, дымоходы и дымовые трубы, штурманская рубка мостика, навигационные приборы, грузоподъёмные и палубные механизмы были демонтированы и доставлены на других судах на базовые склады Главсевморпути в Архангельске и его окрестностях. Как вспоминал руководитель бригады конструкторов, работавших над проектом восстановления «Александра Сибирякова», Н. Г. Быков, судно, доставленное на «Красную кузницу», представляло собой «переломанный корпус с двумя торчащими мачтами и пустым, сильно повреждённым машинным отделением». Тем не менее, к 1939 году пароход был отремонтирован.
До начала Великой Отечественной войны «Александр Сибиряков» работал в Арктике как снабженец.
В августе 1941 года вошёл в состав ледокольного отряда Беломорской военной флотилии под названием ЛД-6 («Лёд-6»). На корабле было установлено вооружение: два 76-мм орудия (корма), два 45-мм орудия (бак), два 20-мм зенитных автомата «Эрликон». Капитану ледокола Анатолию Алексеевичу Качараве было присвоено воинское звание лейтенант.

### Гибель судна

Пожар и затопление «Александра Сибирякова» после обстрела с «Адмирала Шеера»

19 июля 1942 года, «А. Сибиряков» вместе с пароходами «Г. Седов» и «Сакко» вышел из Архангельска, в его задачу входило обслуживание полярных станций: смена зимовщиков, доставка продовольствия и материалов. Пройдя пролив Югорский Шар, суда 26 июля достигли порта Диксон, где в течение первой половины августа скапливались прибывающие из Северодвинска и Архангельска транспорты и ледоколы, целью которых было преодоление сложного в ледовом отношении восточного участка Северного морского пути.
В понедельник 24 августа 1942 года «А. Сибиряков» вышел из порта Диксон с задачей пробиться на Северную Землю. Судном командовал А. А. Качарава, на борту находились гражданский и военный экипаж, а также пассажиры — строители и персонал полярных станций, всего около 100 человек. Артиллерийской частью командовал лейтенант С. Никифоренко. Кроме этого на судне находилось 349 тонн грузов (собаки, коровы, оснащение станции, провиант, топливо, стройматериалы). Целью рейса была замена персонала, пополнение запаса полярных станций на Северной Земле и организация новой станции на мысе Молотова.
На следующий день после выхода, 25 августа, направляясь по курсу к мысу Оловянный, между островами Белуха, Центральный и Продолговатый в заливе Миддендорфа Карского моря, ледокол встретил немецкий тяжёлый крейсер «Адмирал Шеер», который под командованием капитана-цур-зее Вильгельма Меендсен-Болькена скрытно прибыл к берегам Таймыра 20 августа и вёл поиск союзнических караванов в рамках операции «Вундерланд». Крейсеру удалось оставаться незамеченным, однако попытка охоты на недавно вышедший из Диксона на восток «3-й арктический конвой» оказалась неудачной из-за потери бортового гидросамолёта, который потерпел аварию при посадке и был затоплен. «Шеер» не мог вести активные действия без ближней ледовой разведки. В этих условиях успешный захват любого судна, на борту которого находились подробные карты, а также шифры и коды передаваемой в эфир советской метео- и гидрографической информации, мог дать возможность прорыва в пролив Вилькицкого и продолжения преследования каравана.
Согласно некоторым источникам, 24 августа Главное управление Северного морского пути уже имело сведения о возможности присутствия в Карском море вражеского надводного корабля, однако «Александр Сибиряков» никакого предупреждения не получал, и встреча с боевым кораблём оказалась для него неожиданной.
25 августа в 13:17 сигнальщик Иван Алексеев заметил с левого борта, курсовой 60° силуэт неизвестного корабля. Корабль приблизился. На немецком крейсере, с целью введения советских моряков в заблуждение, подняли флаг США и передали сигналами ложное название корабля (переданное «Тускалуза», было трактовано как японское «Сисияма»). После двадцатиминутного диалога, в котором немцами на русском языке запрашивались сведения о ледовой обстановке в проливе Вилькицкого, капитан Качарава принял решение следовать на полном ходу к острову Белуха (10 морских миль), для того, чтобы укрыть людей и груз. Была объявлена тревога: все бойцы заняли места у орудий, подготовлены средства пожаротушения и медицинской помощи, отправлена радиограмма: «Встретили иностранный крейсер. Наблюдайте за нами». Радиостанция штаба ГУСМП передала информацию о том, что ни американских, ни японских военных кораблей в акватории Карского моря находиться не может.
На «Адмирале Шеере» была включена аппаратура радиопомех, поднят немецкий военно-морской флаг. Крейсер потребовал прекратить радиопередачи и лечь в дрейф, затем был дан предупредительный выстрел. В 13 ч. 45 мин. были даны радиограммы: «Началась канонада, ждите», затем «Нас обстреливают». «Александр Сибиряков» имел на борту два 76-мм зенитных орудия, что было не сопоставимо с вооружением вражеского крейсера. Тем не менее, «Сибиряков» открыл огонь по противнику с дистанции 64 кабельтовых. В ответ «Шеер» сделал шесть залпов, выпустив 27 снарядов главного калибра, и добился четырёх попаданий. Первым попаданием снаряда снесло фор-стеньгу и повредило радиостанцию (перешли на аварийный передатчик), систему телефонной связи. Вторым снарядом накрыло корму, мощный взрыв выбросил высоко в воздух тела бойцов, коробки груза, элементы кормы, кормовых орудий, шлюпок, — около 30 человек погибло. Третий снаряд попал на носовую палубу, где взорвались бочки с бензином (около 300 штук), из-за чего обгорели многие находившиеся на борту. К дымовой завесе, выставленной ледоколом, прибавился дым мощного пожара. Четвертый снаряд угодил в ботдек и взорвался в котельном отделении (левый паровой котёл вышел из строя). Ледокол полностью потерял ход и дал дифферент на нос.
В результате третьего попадания тяжело ранило капитана в руку, он терял много крови. Командование принял комиссар З. А. Элимелах, и далее руководил боем, несмотря на ранение в голову. По его приказу радист А. Г. Шаршавин передал в эфир радиограмму: «Помполит приказал покинуть судно. Горим, прощайте. 14 ч. 05 мин.» По приказу комиссара старший механик Бочурко открыл кингстон. Комиссар и старший механик погибли вместе с кораблём.
Последнее уцелевшее орудие продолжало обстрел вражеского крейсера с дистанции в 2,2 мили. В 14 ч. 30 мин. крейсер, подавив огневую точку, прекратил огонь и подошёл к месту, где находился тонущий ледокол. Бой крейсера с ледоколом продолжался 43 минуты. Из двух шлюпок со спасшимися одну немцам удалось[прояснить] потопить. К оставшейся шлюпке был выслан катер для поиска возможных данных о караванах, ледовой обстановке, кодов и шифров. Оказавший сопротивление кочегар Матвеев был застрелен, несколько человек отказались от эвакуации на немецкий крейсер, выпрыгнули за борт и остались в воде. Немцы захватили в плен 22 человека, включая тяжелораненого капитана Качараву, радиста Шаршавина и руководителя планируемой полярной станции Золотова. Около 15 часов ледокол начал быстро погружаться под воду, образуя воронку. Моряки «Адмирала Шеера» фотографировали эвакуацию и погружение «Александра Сибирякова».
Кочегару Вавилову удалось добраться до острова Белуха. 24 сентября он был замечен с борта парохода «Сакко» и 29 сентября эвакуирован с острова самолётом (лётчик Черевичный).
13 человек из пленённых выжили в немецких лагерях и были освобождены после окончания войны.

### Современное состояние
Поиски останков судна, организованные в 1982 году, не увенчались успехом. В сентябре 2014 года местонахождение останков «Александра Сибирякова» было обнаружено исследовательской экспедицией, организованной компанией «Фертоинг». В августе 2015 года они были исследованы телеуправляемым подводным аппаратом и водолазами, собравшими некоторые детали судна в качестве музейных экспонатов. На корпусе судна была закреплена мемориальная табличка в память о погибших. «Александр Сибиряков» покоится на глубине 49 метров, его местоположение заметно отличается от ранее предполагавшегося. Уточнённые координаты переданы в распоряжение Управления по увековечиванию памяти погибших при защите Отечества Минобороны России.

## Память

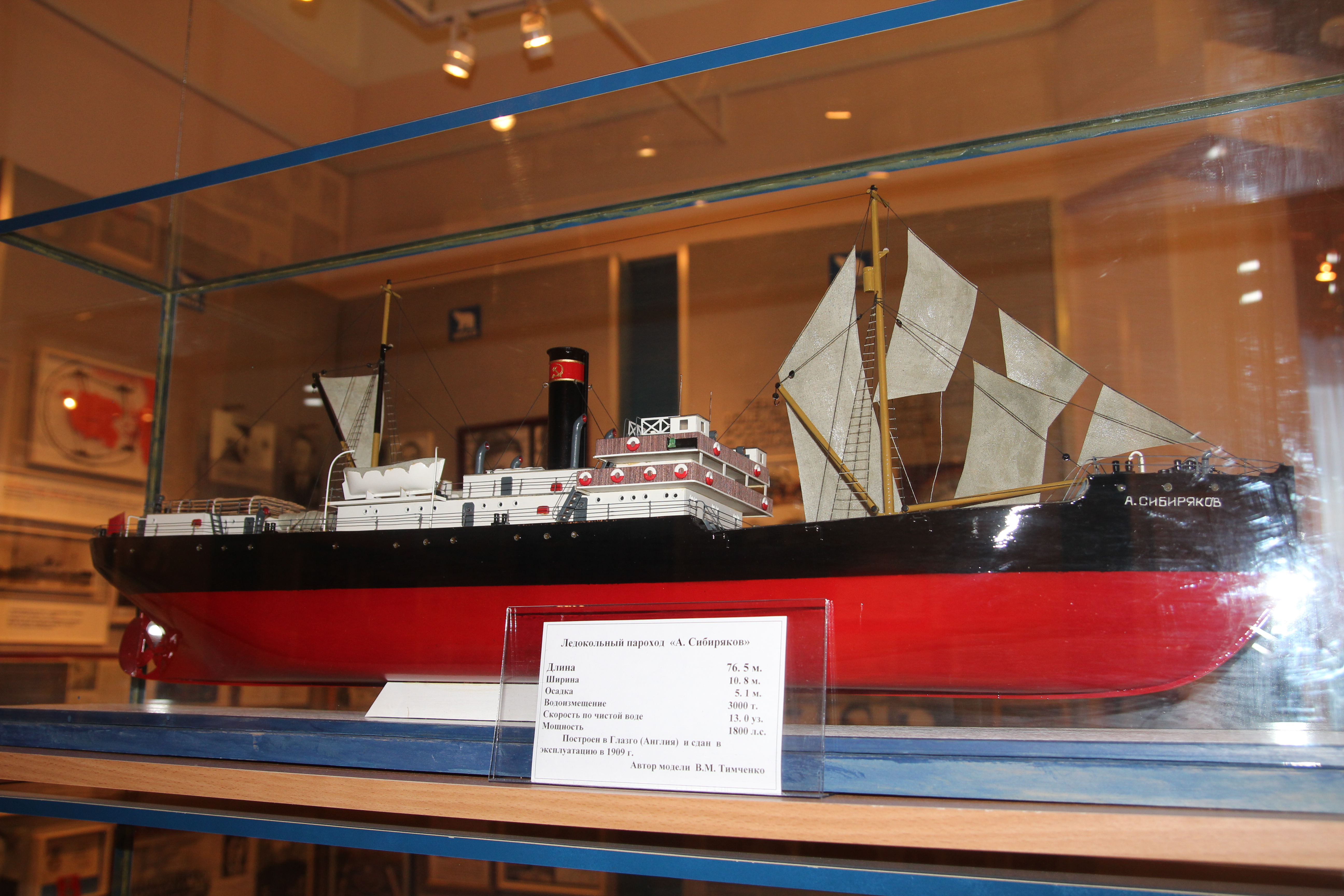
Модель судна в музее Мурманского морского пароходства

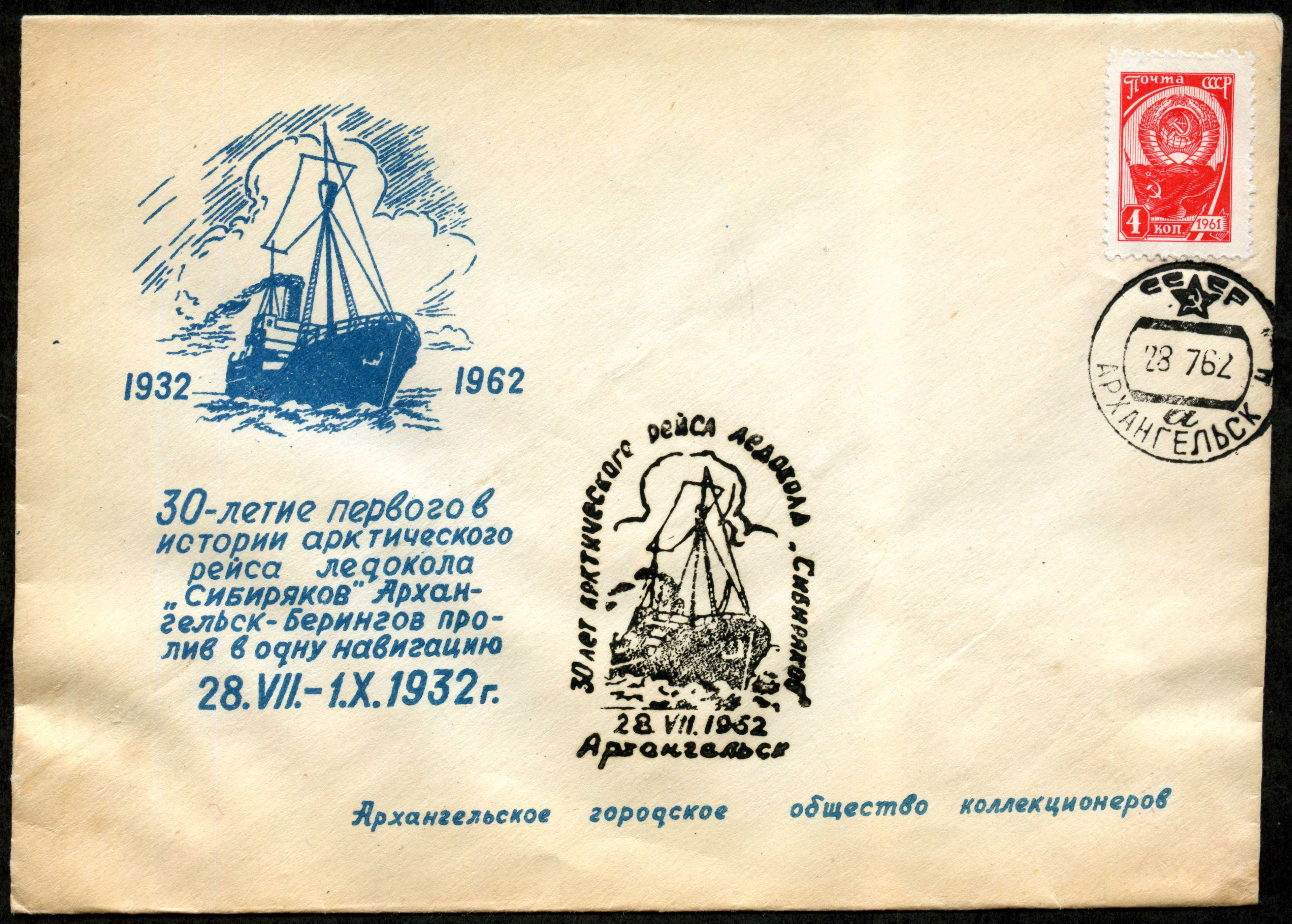
Почтовый конверт, 1962 год

29 апреля 1961 года Указом Президиума Верховного Совета СССР была награждена часть членов экипажа «За мужество и стойкость, проявленные членами экипажа Краснознаменного ледокольного парохода „А. Сибиряков“ в бою с фашистским крейсером „Адмирал Шеер“ в период Великой Отечественной войны»:
- Бочурко Николай Григорьевич,
- Никифоренко Семён Фёдорович,
- Элимелах Зелик Абрамович,
- Алексеев Иван Алексеевич,
- Герега Серафим Изосимович,
- Копылов Иван Фёдорович,
- Павловский Андрей Тихонович,
- Седунов Фёдор Васильевич.

Капитан «Александра Сибирякова», А. А. Качарава был награждён орденом Красного Знамени после окончания проверки в 1945 году.
В 1965 году координаты места боя и гибели ледокольного парохода «Александр Сибиряков» (76°12′00″ с. ш. 91°30′00″ в. д.) объявлены местом боевой славы. Задолго до этого, ещё в годы войны сложилась традиция при прохождении кораблей в этом месте приспускать флаги и салютовать гудками.
В 1945 году название «Сибиряков» было дано полученному из Финляндии по репарациям ледоколу «Яакарху» (1926 года постройки).
В честь команды ледокола пролив в Карском море к северу от острова Диксон назван проливом Сибиряковцев. Имя судна носит банка в Баренцевом море у Новой Земли и гора в Антарктиде на Земле Эндерби. Ряд островов в районе Диксона назван в честь членов экипажа ледокола — острова:
- Бочурко,
- Элимелаха,
- Дунаева,
- Никифоренко,
- Иванова,
- Матвеева,
- Прошина,
- Вавилова.

На острове Белуха (остров Элимелаха) в память о подвиге корабля установлен маяк.

## Комментарии
1. ↑  Большинство источников указывает 104 человека, что соответствует последней известной судовой роли «А. Сибирякова», но Н. А. Елагин приводит результаты исследований подполковника в отставке С. В. Быкова, согласно которым три человека из этого списка покинули судно в Архангельске и два в Диксоне. Таким образом, по данным Быкова, в последнем плавании на борту «А. Сибирякова» находилось 99 человек[11][12].
2. ↑  Такую цифру приводит со ссылкой на журнал боевых действий «Шеера» А. А. Сергеев[28]. М. Э. Морозов, также пишет о 22 пленных, 13 из которых после войны вернулись на родину[29]. С. В. Быков и Н. А. Елагин, смогли установить имена 18 попавших в плен[30].